# Aïr
Aïr (alternativ Aïrmassivet, Aïrbergen eller Azbine) är ett triangulärt bergsmassiv i Saharaöknen och ligger i departementet Agadez i norra Niger, nordost om staden Agadez, som är områdets viktigaste stad. Massivet reser sig mer än 1 830 meter, och den högsta toppen är Idoukal-en-Taghès på 2 022 meter över havet. Under regntiden i augusti till oktober uppstår i bergen bäckar och floder som ger vatten till skogbeklädda delar, betesland och lägre liggande oaser.
Befolkningen i området runt Aïr är framför allt tuareger som lever ett nomadiskt liv och i huvudsak är beroende av sina kameler och getter varifrån de får mjölk, kött och skinn som sedan används i den lokala hantverksproduktionen. Jordbruksprodukter från oaser som Timia och Tabelot byts mot kläder eller salt som kommer med kamelkaravaner från avlägsna oaserna Bilma och Fachi.
Aïr är känt för sina klippmålningar som är gjorda från 6000-talet f.Kr. till omkring år 1000 e.Kr. Under tidigare perioder, var Aïr ett pastoralt område, vilket illustreras genom bilder på nötboskap och stora däggdjur, men under 3000-talet f.Kr. började öknen bre ut sig och tuareger från norr flyttade in i regionen. Senare konst visar på krig, genom avbildningar av hästar och stridsvagnar. Särskilt berömd är den fem meter höga målningen av en giraff i Dabous, upptäckt 1999. Grottkonsten i regionen består i första hand av klippmålningar, till en början gjorda med vassa stenar men från omkring 1200 f.Kr. kan målningarna ha ristats med hjälp av metallföremål.
1991 sattes Aïr tillsammans med Ténéré naturreservat upp på Unescos världsarvslista.